# هاران، کوهستان
هاران (به انگلیسی: Haran) یک منطقهٔ مسکونی در پاکستان است که در خیبر پختونخوا واقع شده‌است.